# Władysław Modzelewski
Władysław Modzelewski (ur. ok. 1850, zm. ok. 1916 w Moskwie) – polski polityk, w latach 1911–1916 prezydent Radomia.
Sekretarz rady zarządzającej w ochotniczej straży ogniowej w Radomiu.